# 篠崎雅美
篠崎 雅美（しのざき まさみ）は日本の女優。兵庫県西宮市出身。

## 人物
- 兵庫県西宮市生まれ。高校生の時にNSC歌組にて、歌とダンスを学び、短期大学からは演技の勉強を始める。
- 短期大学卒業後より、映像作品を中心に女優としての活動を始める。
- 兄弟にミュージシャンの篠崎裕がいる。
- 長編初主演映画「虹のかけら」(坂厚人監督)初公開の2023年11月25日に「篠崎雅美オフィシャルサイト」を開設させる。

## 作品

### 映画
- 「ぱんだ」（2007年) - ルームメイト 役 / 【北信濃小布施映画祭 入賞】
- 「いつも心にHOTな気持ち」(2007年)  - 女子高生 役
- 「We  are  dolls」 （2008年） - ハナコ 役
- 「メイキンク”s」(2008年） - 内山咲子 役
- 「f（t）」(2008年)
- 「coffee break」(2008年) - 中西 役
- 「明日の朝は、」(2008年) - 主演・ミヨコ 役
- 「春、さくら」(2008年) - 主演・ナオ 役
- 「サイコ・イコール」[1][2] (2009年) - シオナ 役
- 「Instant Music」(2014年) - ユキ 役 / 【インディペンデント映画祭 CineDrive2015参加作品[3]】
- 「「感謝」」(2014年) - 千佳 役 / 【福岡インディペンデント映画祭2015　入選作品】
- 「ロープ」(2014年) - 城之内かなえ 役 / 【The 大阪 48 Hour Film Project 2014 観客賞3位受賞】[4]
- 「シナモンの最初の魔法」（2015年）[5][6][7] - 品門桂 役
- 「透明な映画」(2015年) - 主演・水島ゆい 役
- 「桜」[8](2015年) - 佐藤百合 役
- 「Fleeting」(2015年) - 主演・彼女 役
- 「くさいけど「愛してる」」(2015年) - カフェ店員 役
- 「受胎告知」(2016年) - 主演・高野セツ 役 / 【第69回カンヌ国祭映画祭 ショートフィルムコーナー にて上映（英語題：The Annunciation」)】
- 「見栄を張る」(2016年) - カフェの先輩店員 藤井楓 役
- 「月夜釜合戦」(2017年) - 大学生 役
- 「大怪獣チャランポラン祭り 鉄ドン（動物物大怪獣コアラ）」(2017年) - 記者 役 / 【ゆうばり国際ファンタスティック映画祭2017　ゆうばりファンタランド大賞・ゆうばり市民賞受賞】　【MKE映画祭　TAEKO賞受賞】
- 「りんごのカケラ」(2017年) - 幽霊 役 / 【The 大阪 48 Hour Film Project 2017 ベストキャラクター賞受賞】
- 「ゴリラ2020 パイロット版」(2017年) - コーチ 役
- 「霞立つ」(2018年) - カフェ店員 役
- 「Kenopsia」(2018年) - 女 役 / 【第10回日本芸術センター映像グランプリ 優秀映画賞受賞】
- 「つたえる」(2018年) - 巌吾郎 役 / 【The 大阪 48 Hour Film Project 2018 観客賞(Bグループ)2位受賞】
- 「Roll the Time」(2020年)  / 【The Osaka 48 Hour Film Project 2020 小道具賞受賞】
- 「花男VS花人間」(2020年) - 林美代子 役
- 「Song For The Loser」(2021年) - 田端 役  / 【横濱インディペンデント・フィルム・フェスティバル2021 ジャック＆ベティ賞受賞】
- 「家族の肖像」(2022年) - 芹沢麻美 役
- 「アキレスは亀」(2022年)- 登山客の女 役
- 「Amour」(2023年) - 卜部先生 役
- 「ぼくならいつもここだよ」(2023年) - 加登小代子 役
- 「あはらまどかの静かな怒り」（2023年）- カメオ出演・品門桂 役
- 「虹のかけら」[9][10][11][12][13][14][15][16][17](2023年) - 主演・寺田芽衣 役
- 「言い訳」[18][19][20](2024年) - 主演・早川早苗 役
- 「ケース・バイ・ケース[21]」（2024年）- 堂々久美 役
- 「侍タイムスリッパー」(2024年) - 助監督 役/ 【第48回日本アカデミー賞最優秀作品賞＆編集賞受賞】【日刊スポーツ映画大賞主要3冠】【ブルーリボン賞受賞】
- 「そのママ弾いて」(公開予定) - 倍賞胡桃 役

### TV
- 「元町ロックンロールスウィンドル」(2019年) - 第5話 ミドリ 役
- 「報道ランナー」(2020年)
- 「ちちんぷいぷい」(2020年)
- 「惑星スミスでネイキッドランチを」(2021年) - 第10話 元相方・渚 役

### Web
- 「前向き男とネガティブ妻の日常 第2話『昼』/ Positive Man and Negative Wife Episode 2 」[22](2015年) - 葉梨静香 役
- 「前向き男とネガティブ妻の日常 スピンオフ『おしゃべり女の日常 / Talkative Woman』」(2015年) - 葉梨静香 役
- 「ショーブ！ 第4話『武器はペンと心』」[23](2015年) - 主演・橘あかね 役
- 「その勝利に寄り添いし者あり」NY Short Movie ～episode5～(2019年) - ナレーション担当
- 「ビオルネンPV (OFFICIAL VIDEO)」(2020年) - 母親 役
- 「もしや不愉快な少女」(2020年) - 邸明子 役
- 「yes」(2021年) - 女 役
- 「ずっとそこにいる」(2024年) - 母親 役 【DroneMovieContest2024 審査員特別賞 ビデオサロン賞受賞】
- 「パラレルワールドストーリー EP.KOBE」(2024年) - マルチ商法の主婦 役

### CM
- 能勢酒造「にごり皮ごとレモンサワーベース」(2023年)
- NTT西日本 地域創生Coデザイン研究所「データを活用した観光まちづくり」(2024年)

### MV
- 音楽ライブ光学音祭用イベント映像「interfilm」（2019年）
- Tokiyo「Maboroshi」（2020年）
- 宮本佳直「夜の帷」（映画『言い訳』エンディングテーマ）（2024年）

### 舞台
- 「宇宙ステーション殺人事件」[24]（2009年）[25]

### 企業VP
- 「東西電気産業株式会社　LEDライトバー他当社製品紹介」(2021年) - 案内人 役
- 「東西電気産業株式会社　TOZAIの住設用テープライト」(2022年) - 看護師

### 本
- 「映画制作の教科書　プロが教える60のコツ～企画・撮影・編集・上映～」衣笠竜屯 監修(2019年) - モデル
- ポストカード型写真集「RGB」金森翔 企画(2019年) - モデル

## 映画祭
- 「KINEMICAL VIRTUES presents 篠崎雅美映画祭 〜ハッカの香りのゆくえ〜」第一夜（2014年12月8日、難波ロケッツにて開催）
- 「KINEMICAL VIRTUES presents 篠崎雅美映画祭 〜ハッカの香りのゆくえ〜」第二夜（2014年12月20日、京都HAPSにて開催）
- 「KINEMICAL VIRTUES presents 篠崎雅美映画祭 〜ハッカの香りのゆくえ〜」第三夜（2015年1月24日、難波ロケッツにて開催）
- 「KINEMICAL VIRTUES presents 篠崎雅美映画祭 〜ハッカの香りのゆくえ〜」後夜祭（2015年4月26日、芦屋花鏡園にて開催）